# Revolution MBT
Main battle tank revolution (MBT Revolution) — глубокая модернизация немецких боевых танков Леопард-2.

## История создания
Военное ведомство Германии приняло решение о модернизации танков Леопард-2 в связи с программой о пересмотре количества требуемой войскам бронетехники. В 2010 году Компания Rheinmetall разработала несколько концепций модернизации.
- 1. Повысить защищенность за счет накладных элементов.
- 2. Новая система дымовой завесы ROSY.
- 3. Установка нового комплекта управления, разведки, обновление системы прицелов.
- 4. Замена боекомплекта на новые, современные снаряды.
- 5. Дополнительная силовая установка.
- 6. Новый боевой модуль с дистанционным управлением.

Набор изменений является модульным, заказчик может сам выбрать то что ему нужно. Благодаря балансу атаки и прекрасной защите танк может превратиться в бронированного монстра. Минусом данного проекта является его достаточно высокая цена. Полная модернизация танка может привести к тому что его вес превысит 60 тонн.

### Конструкция
Revolution MBT имеет классическую компоновку, с размещением моторно-трансмиссионного отделения в кормовой, боевого отделения в средней и отделения управления — в лобовой частях машины. Экипаж танка состоит из четырёх человек: командира, наводчика, заряжающего и механика-водителя — механик-водитель находится в передней части корпуса, командир танка, наводчик орудия (справа от орудия) и заряжающий (слева) находятся в башне.
Имеют комбинированную многослойную броню, защиту от ОМП[6], стабилизированное в двух плоскостях орудие, приборы ночного видения.
Вооружение состоит из 120-мм гладкоствольной пушки компании Rheinmetall длиной ствола 55 калибров, двух пулемётов — спаренного с пушкой 7,62-мм MG3 и зенитного 12,7-мм, расположенного на крыше башни. Кроме того, на башне располагались блоки мортир, предназначенных для постановки дымовой завесы. На танке модернизированная броневая защита и системы управления огнём.

### Броневой корпус и башня
Защита корпуса и башни имеет модульное исполнение, пакет защиты включает в себя следующие элементы:
- 1. Защита бортов корпуса и башни против СВУ, в том числе и осколков от взрыва нескольких артиллерийских снарядов.
- 2. Защита корпуса от крупнокалиберных кумулятивных снарядов, высокоточного, управляемого и неуправляемого противотанкового оружия.
- 3. Защита башни от крупнокалиберных кумулятивных снарядов, высокоточного, управляемого и неуправляемого противотанкового оружия.
- 4. Защита крыши от кассетных боеприпасов.
- 5. Защита нижней и внутренней части танка от взрыва мины.
- 6. Разнесенная боеукладка.
- 7. Система дымовой завесы ROSY с радиусом применения 360 °

### Вооружение
Танк вооружен 120-мм гладкоствольной пушкой L44 от Leopard 2A4. Орудие имеет ручную перезарядку. Пушка стреляет всеми стандартными 120-мм танковыми боеприпасами НАТО. В общей сложности 42 выстрела составляет боекомплект танка. 15 снарядов находятся в кормовой нише башни и готовы к использованию, остальные 27 снарядов находятся в корпусной нише танка.
В танке имеется пулеметное вооружения.
- 1. Дистанционно управляемый 12,7-мм пулемет или 40-мм гранатомет, находящемся на крыше башни.
- 2. Спаренный с пушкой 7,62-мм пулемет.

### Снаряды
- 1. 120-мм осколочно-фугасный снаряд — DM11 с программируемым временем задержки взрыва, он идеально подходит для поражения легких укреплений и машин легкого и среднего класса.
- 2. 120-мм бронебойный оперённый подкалиберный снаряд с вольфрамовым сердечником- DM53A1 (модернизированная версия DM53). Отличительной чертой этих снарядов является TIPS — температурно-независимая двигательная установка, которая сохраняет характеристики их внутренней баллистически постоянными в широком диапазоне температур. Это новое поколение снарядов создано для пробития «двойной» реактивной брони при меньшей эрозии ствола.
- 3. 120-мм инертный снаряд — PELE который не содержит взрывчатки и безопасен в обращении. При попадании в цель, материал низкой плотности внутри снаряда становится настолько сжатым, что боевая часть разрушается, образуя большое количество осколков, которые движутся только по траектории снаряда. Это особенно выгодно в случае незащищенных целей. PELE может быть использован в многоцелевых или бронебойных выстрелах.

### Система управления огнём
Танк оснащен новой современной системой управления огня SEOSS . Система огня дает больший процент вероятности попадания первого выстрела. В MBT появился новый прицел стабилизированный в двух плоскостях, он оснащен тепловизором Saphir, дневной камерой и безопасным для глаз лазерным дальномером.
- Система управления огнём перерабатывает большое количество данных для стрельбы в различных вариантах. Для прицеливания и поражения цели наводчику надо только выбрать мишень и поставить на неё маркер. Обнаружить замаскированные цели помогает специальный датчик, реагирующий на их тепловое излучение.
- Способен вести огонь по движущийся цели, находясь в движении по неровной местности[3].

### Средства наблюдения
Командир имеет перископ новой модификации PERI-R17 А3 с радиусом обзора 360 °.

### Средства связи
В танк по мимо стандартной цифровой Радиостанции SEM 80/90 будет включена компьютерная система которая позволит следить за перемещением своих войск и вооруженных сил противника в режиме реального времени и обеспечит танкистам полный круговой обзор.

### Двигатель и трансмиссия
Двигатель MTU MB-873 Ka501 дополненный вспомогательной силовой установкой, которая питает все системы, когда главный двигатель выключен. Показатели маневренности идентичны своему предшественника.

### Ходовая часть
Торсионная подвеска с фрикционными амортизаторами на 1, 2, 3, 6, 7 узлах и гидравлическими подрессорниками. Гусеница имеет обрезиненную беговую дорожку и съёмные резиновые подушки.[10]

### Модификации
МВТ Evolution — С новый комплектом защиты, новой системой управления огнем для командира, вариант МВТ Evolution нацелен на практическую демонстрацию комплекта бронирования. Этот танк был представлен на выставке Eurosatory 2014 со своей новой защитой и системой постановки дымовой завесы ROSY.

### На вооружении
- Германия не известно
- Индонезия на 2016 год:[4]
  - 61 «Леопард Revolution»[5]

### Оценка проекта
Вооруженные силы Германии выразили свою заинтересованность в основном боевом танке нового поколения MBT Revolution от компании Rheinmetall, решающим фактором для принятия такого решения вероятно, стал, парад в Москве 9 Мая, считает Die Welt. На параде был впервые представлен новый российский танк Т-14 на универсальной боевой платформе «Армата».
По последним данным, к 2018 году немецкая оборонка должна довести до «состояния» MBT Revolution более 100 единиц такой техники как упомянутые танки «Леопард-2». По-настоящему же новое поколение танков начнёт серийно производиться (если верить немецким источникам) не ранее чем через 15 лет.

## В массовой культуре

### Стендовый моделизм
Танки Revolution MBT — выпускает фирма Tiger Models, в 1:35 масштабе.